# Live at Reading
Live at Reading — концертный CD/DVD-альбом американской гранж-группы Nirvana, записанный 30 августа 1992 года на концерте во время Reading Festival и выпущенный 2 ноября 2009 года на лейбле Geffen. В течение многих лет концерт выпускался нелегально в качестве бутлега.
Версия песни «Lithium» с этого концерта уже была выпущена на видео Live! Tonight! Sold Out!! в 1994 году, а песня «Tourette’s» — на сборнике From the Muddy Banks of the Wishkah, выпущенном в 1996 году.

## Список композиций
| №                   | Название                                                               | Текст песни         | Музыка                  | Длительность |
| ------------------- | ---------------------------------------------------------------------- | ------------------- | ----------------------- | ------------ |
| 1.                  | «Breed»                                                                | Кобейн              | Кобейн                  | 2:57         |
| 2.                  | «Drain You»                                                            | Кобейн              | Кобейн                  | 3:54         |
| 3.                  | «Aneurysm»                                                             | Кобейн              | Кобейн, Грол, Новоселич | 4:34         |
| 4.                  | «School»                                                               | Кобейн              | Кобейн                  | 3:12         |
| 5.                  | «Sliver»                                                               | Кобейн              | Кобейн                  | 2:13         |
| 6.                  | «In Bloom»                                                             | Кобейн              | Кобейн                  | 4:33         |
| 7.                  | «Come As You Are»                                                      | Кобейн              | Кобейн                  | 3:34         |
| 8.                  | «Lithium»                                                              | Кобейн              | Кобейн                  | 4:23         |
| 9.                  | «About a Girl»                                                         | Кобейн              | Кобейн                  | 3:09         |
| 10.                 | «Tourette's»                                                           | Кобейн              | Кобейн                  | 1:51         |
| 11.                 | «Polly»                                                                | Кобейн              | Кобейн                  | 2:48         |
| 12.                 | «Lounge Act»                                                           | Кобейн              | Кобейн                  | 3:04         |
| 13.                 | «Smells Like Teen Spirit»                                              | Кобейн              | Кобейн, Грол, Новоселич | 4:44         |
| 14.                 | «On a Plain»                                                           | Кобейн              | Кобейн                  | 3:00         |
| 15.                 | «Negative Creep»                                                       | Кобейн              | Кобейн                  | 2:54         |
| 16.                 | «Been a Son»                                                           | Кобейн              | Кобейн                  | 3:23         |
| 17.                 | «All Apologies»                                                        | Кобейн              | Кобейн                  | 3:25         |
| 18.                 | «Blew»                                                                 | Кобейн              | Кобейн                  | 5:23         |
| 19.                 | «Dumb»                                                                 | Кобейн              | Кобейн                  | 2:34         |
| 20.                 | «Stay Away»                                                            | Кобейн              | Кобейн                  | 3:41         |
| 21.                 | «Spank Thru»                                                           | Кобейн              | Кобейн                  | 3:05         |
| 22.                 | «Love Buzz» (кавер группы Shocking Blue, не присутствует на CD-версии) | Робби ван Леувен    | Робби ван Леувен        | 4:56         |
| 23.                 | «The Money Will Roll Right In» (кавер группы Fang)                     | Том Флинн           | Крис Вилсон             | 2:13         |
| 24.                 | «D-7» (кавер группы Wipers)                                            | Грег Сейдж          | Грег Сейдж              | 3:43         |
| 25.                 | «Territorial Pissings»                                                 | Кобейн              | Кобейн                  | 4:30         |
| Общая длительность: | Общая длительность:                                                    | Общая длительность: | Общая длительность:     | 1:18:00      |

Во время концертного выступления во вступительной части песни «Smells Like Teen Spirit», участники группы Nirvana, сыграли основной рифф и спели припев из «More Than a Feeling», где Грол и Новоселич специально подпевали две строчки припева и вторую они изменили на "They guitar riffs is used to play", в знак того что не скрывают что рифф неосознанно был взаимствован, и в знак того, насколько им надоел их первый суперхит.

## Над альбомом работали
| - Курт Кобейн — вокал, гитара - Крис Новоселич — бас-гитара, бэк-вокал («The Money Will Roll Right In»), внутренний голос («Territorial Pissings») - Дейв Грол — барабаны, бэк-вокал - Энтони Хадкинс — танцор | Продакшн - Майкл Мейсель, Джон Сильва, Nirvana — продюсер - Джефф Фьюра — продюсер DVD - Натаниель Кюнкель — 5.1 surround и стерео-микс - Боб Людвиг — мастеринг - Келли МакФадден — дизайн меню - Vartan — арт директор - Райан Роджерс — дизайн - Чарльз Питерсон — фотограф |